# Велики Пролог
Велики Пролог је насељено место у саставу града Вргорца, Сплитско-далматинска жупанија, Република Хрватска.

## Историја
До територијалне реорганизације у Хрватској налазио се у саставу старе општине Вргорац.

## Становништво
На попису становништва 2011. године, Велики Пролог је имао 499 становника.
| Број становника по пописима | Број становника по пописима | Број становника по пописима | Број становника по пописима | Број становника по пописима | Број становника по пописима | Број становника по пописима | Број становника по пописима | Број становника по пописима | Број становника по пописима | Број становника по пописима | Број становника по пописима | Број становника по пописима | Број становника по пописима | Број становника по пописима | Број становника по пописима |
| --------------------------- | --------------------------- | --------------------------- | --------------------------- | --------------------------- | --------------------------- | --------------------------- | --------------------------- | --------------------------- | --------------------------- | --------------------------- | --------------------------- | --------------------------- | --------------------------- | --------------------------- | --------------------------- |
| 1857                        | 1869                        | 1880                        | 1890                        | 1900                        | 1910                        | 1921                        | 1931                        | 1948                        | 1953                        | 1961                        | 1971                        | 1981                        | 1991                        | 2001                        | 2011                        |
| 0                           | 0                           | 96                          | 116                         | 133                         | 197                         | 0                           | 33                          | 492                         | 610                         | 628                         | 562                         | 558                         | 514                         | 471                         | 499                         |

Напомена: До 1910. исказивано је под именом Пролог. У 1857., 1869. и 1921. подаци су садржани у насељу Дусина, као и део података у 1931.

### Попис1991.
На попису становништва 1991. године, насељено место Велики Пролог је имало 514 становника, следећег националног састава:
| Попис 1991.‍ | Попис 1991.‍ | Попис 1991.‍ | Попис 1991.‍ | Попис 1991.‍ |
| ----------- | ----------- | ----------- | ----------- | ----------- |
|             |             |             |             |             |
| Хрвати      | Хрвати      |             | 509         | 99,02%      |
| Немци       | Немци       |             | 1           | 0,19%       |
| непознато   | непознато   |             | 4           | 0,77%       |
| укупно: 514 |             |             |             |             |